# Haibara Ai
Haibara Ai (灰原 哀 (Khôi Nguyên Ai)), tên thật là Miyano Shiho (宮野 志保 (Cung Dã Chí Bảo)), là một nhân vật hư cấu và là người đã chế ra thuốc độc APTX 4869 (アポトキシン4869 Apotokishin yon-hachi-roku-kyu, viết tắt của Apoptoxin 4869) trong bộ truyên Thám tử lừng danh Conan khiến Kudo Shinichi trở thành Edogawa Conan, cũng như trở thành nạn nhân đầu tiên của thuốc. Mật danh của cô trong Tổ chức Áo Đen là Sherry (シェリー Sherī), cô hiện đã trốn khỏi tổ chức bởi viên thuốc  APTX 4869 và sống ở nhà Tiến sĩ Agasa với tên là Ai Haibara. Cô cũng là một trong số ít nhân vật biết danh tính thật của Kudo Shinichi là Conan.

## Tiểu sử
Miyano Shiho và chị gái của cô Miyano Akemi, đều là thành viên bí mật của Tổ chức Áo Đen. Mẹ cô người Anh tên Miyano Elena và ba cô người Nhật tên Miyano Atsushi, cả hai từng là nhà khoa học phục vụ cho tổ chức và đã qua đời với nguyên nhân không rõ ràng. Là một thần đồng, ngay từ lúc nhỏ, Shiho đã được gửi đi du học ở Mỹ. Năm 13 tuổi, cô trở về Nhật và tiếp tục dự án khoa học vẫn còn dang dở của cha cô với bí danh Sherry. Theo lệnh của tổ chức, cô đã nghiên cứu ra một loại hợp chất hóa học có tên là APTX 4869, có khả năng giết người mà không để lại dấu vết. Mặc dù tính năng của loại thuốc này vẫn chưa hoàn chỉnh và nó vẫn đang trong giai đoạn thử nghiệm, Tổ chức Áo Đen đã quyết định sử dụng loại thuốc này trong một số vụ giết người, và Sherry nắm giữ danh sách những nạn nhân của APTX 4869, trong đó có Kudo Shinichi. Vì nghi ngờ tổ chức Áo Đen dính líu đến cái chết của chị gái mình là Miyano Akemi (người luôn tìm mọi cách giải thoát cho mình và em gái thoát khỏi tổ chức Áo Đen nhưng cuối cũng đã bị Tổ chức sát hại), Sherry từ chối tiếp tục hợp tác và đã bị tổ chức bắt giam. Biết mình không thể thoát khỏi bàn tay của tổ chức giết người này, cô quyết định tự sát bằng chính viên thuốc mà mình đã tạo ra. Tuy nhiên, cô vẫn không chết mà chỉ bị teo nhỏ lại thành một đứa bé 7 tuổi giống như Kudo Shinichi.
Khi bị teo nhỏ, Shiho sử dụng một cái tên mới là Haibara Ai. Với hình dạng mới, Haibara trốn thoát khỏi tổ chức Áo Đen và gặp được Tiến sĩ Agasa Hiroshi, người nhận nuôi cô sau này. Hiện tại, Haibara đang theo học tại trường tiểu học Teitan, cùng với Edogawa Conan/Kudo Shinichi, Yoshida Ayumi, Tsuburaya Mitsuhiko và Kojima Genta. Trong truyện, Haibara đã tìm đến nhà của Shinichi 2 lần cùng theo lệnh của Tổ chức để xác nhận cái chết của Shinichi. Lần thứ hai khi quay trở lại, cô đã đặc biệt chú ý đến một vài bộ quần áo hồi còn nhỏ của Shinichi đã bị mất và thật sự ngạc nhiên khi biết chuyện gì đang xảy ra, mặc dù trước đây thí nghiệm trên cơ thể chuột đã xảy ra trường hợp này. Haibara đã xác nhận với tổ chức rằng Shinichi Kudo thật sự đã chết. Sau khi bị teo nhỏ, cô chạy trốn đến nhà của Shinichi để tìm cậu, nhưng ngã gục trước cửa nhà của Tiến sĩ Agasa.
Sau khi cô trốn thoát, tổ chức đã cử người săn lùng và tiêu diệt Sherry, tuy nhiên hầu hết các thành viên trong tổ chức không biết Sherry bị teo nhỏ thành Haibara. Cô đã chạm trán với thành viên của tổ chức 3 lần. Lần thứ nhất tại khách sạn Haido, cô bị Pisco bắt cóc, một thành viên của tổ chức biết gương mặt lúc nhỏ của Sherry và chứng kiến quá trình phát triển APTX 4869 của cô, tuy nhiên Pisco bị Gin sát hại trước khi kịp tiết lộ bí mật. Sau lần này, Haibara có được dữ liệu để bào chế thuốc giải độc cho APTX 4869. Lần thứ hai, thành viên Vermouth biết được Sherry teo nhỏ thành Haibara và săn lùng cô, nhưng nhờ sự can thiệp của Conan/Shinichi và Ran, Haibara được giải thoát và Vermouth hứa sẽ không làm hại cô nữa. Lần thứ ba, trên chuyến tàu Bell Tree Express, Vermouth từ bỏ lời hứa và cùng thành viên Bourbon săn lùng Haibara. Nhờ Conan/Shinichi và Kaito Kid can thiệp, Haibara trốn thoát thành công và toàn bộ các thành viên trong tổ chức (trừ Vermouth) đều tin Sherry đã chết.
Sau khi trốn thoát khỏi tổ chức, Haibara bắt đầu bào chế thuốc giải APTX 4869, tuy nhiên do toàn bộ dữ liệu liên quan đã bị phá hủy, công việc diễn ra rất khó khăn. Mặc dù vậy, Haibara đã bào chế được thuốc giải tạm thời, giúp cô và Conan trở lại hình dáng cũ trong thời hạn 24 giờ mỗi lần sử dụng. Hiện vẫn chưa có thuốc giải vĩnh viễn.
Haibara vừa là người biết giữ mặt lạnh, vừa giỏi điều chỉnh cảm xúc, vừa kín đáo và hướng nội (trong toàn bộ series có thể thấy Ai Haibara luôn tỏ ra buồn chán hoặc vô cảm), cô thường giữ khoảng cách với mọi người và gọi bằng họ. Cô cũng chỉ cho phép bạn cùng tuổi mình gọi cô bằng họ (Haibara-san). 
Haibara biết rằng Tổ chức đều là quỷ dữ thiếu nhân tính, và cô đã ở bên cạnh lũ quỷ ấy suốt một thời gian dài, Haibara bị ám ảnh rằng cô cũng phần nào mang bản tính của quỷ giống như Gin và Vermouth. Cô tự đổ lỗi cho mình về tình trạng của Conan/Shinichi, cái chết của Akemi và nhiều cái chết vô danh khác. Dù Haibara cũng không biết nó được dùng như vũ khí giết người nhưng dẫu sao vẫn khiến cô rất buồn và tự dằn vặt bản thân mình trong suốt một thời gian dài. Khó mà tưởng tượng được một người sống trong máu tươi và bùn đen suốt 18 năm đầu đời như Haibara lại có thể dành tình cảm đặc biệt cho Ran, Shinichi, tiến sĩ Agasa và lũ nhóc thám tử, có lẽ đều nhờ vào tấm lòng của Akemi. 
Haibara luôn tỏ thái độ coi thường và nghi hoặc đối với con người, nhưng lại thích thú với động vật – nhờ có Akemi làm cầu nối với thế giới của những người nhân hậu mà Haibara vẫn giữ được bản tính tốt đẹp của mình dù phải sống từng ngày và được nuôi lớn bởi một trong những Tổ chức tội phạm vô nhân tính. 
Haibara cũng muốn kết bạn, muốn gần gũi và quan tâm đến người khác, nhưng nỗi sợ cố hữu luôn cản trở cô làm điều đó một cách tự nhiên nhất. Haibara cảm giác nếu như cô thân với ai thì người đó sẽ gặp tai họa, giống như toàn bộ người thân của cô vậy. Mặc dù vậy, làm bạn với đội thám tử nhí và Conan đã giúp cô sống lạc quan và gần gũi mọi người hơn. 
Bắt đầu từ tập 39, Haibara đã cho phép Ayumi gọi cô là Ai-chan. Haibara nhận ra rằng cô thực sự thấy vui khi Ayumi gọi như thế. Haibara có khả năng tạo dựng mối quan hệ thân thiết khá nhanh, chỉ là cô sợ mang lại điều rủi cho người giao du với mình mà thôi. Aoyama cho thấy Haibara không thuộc dạng thích thú với ẩm thực và chuyện ăn uống nói chung, và là típ ngủ nghỉ thất thường hay còn gọi là "ngủ ngày cày đêm". 
Cũng giống như Shinichi, Haibara cũng chịu cơn khủng hoảng thân phận nhưng tất nhiên không biểu hiện rõ nét như người kia. Một chi tiết đáng chú ý là Haibara đánh giá khá tiêu cực về bản thân, cô dễ dàng kể cho Shinichi nghe toàn bộ câu chuyện về những việc làm sai trái của mình trước đây, và luôn tự trách mình vì cái chết của Akemi, về tình trạng hiện giờ của Shinichi và những cái chết vô danh khác. Bằng chứng rõ ràng nhất có lẽ là cái xu hướng chán đời và muốn tự vẫn của cô. Shiho bị teo lại thành Haibara là hậu quả của 1 cuộc tự tử bất thành, và đó không phải là lần duy nhất cô muốn chết (ngồi lại trên xe buýt có bom và đợi Vermouth đến kết liễu).
Haibara gần đây đã sống vui vẻ hơn nhiều, một phần nhờ Ayumi, Ran, Conan/Shinichi và tiến sĩ Agasa, đặc biệt Haibara đã bị lòng dũng cảm của Ayumi thuyết phục, bằng chứng là cô đã từ chối chương trình bảo vệ nhân chứng của FBI. Cô cũng dần tự tin và nhìn bản thân với ánh mắt tích cực. Cô thuộc dạng sống lí trí, dùng đầu óc giải mã mọi chuyện. Cô cũng biết cách động viên và an ủi bạn bè. Haibara Ai hồi sinh từ đống tro tàn của Miyano Shiho và đang sống hạnh phúc trong cuộc đời mới.
Có một mối quan hệ không rõ ràng với Gin - kẻ muốn truy sát cô đến tận cùng. Tác giả không cho biết rõ về mối quan hệ này nhưng qua một vài chi tiết khán giả đã thấy được Gin lưu luyến và mong chờ được gặp Sherry (Shiho) như thế nào và cách Gin gọi cô bằng "con mèo nhỏ của hắn" đã làm cho một số khán giả cảm thấy thích thú

## Tính cách
Trong thân phận Haibara, cô tỏ ra hướng nội, lạnh lùng và điềm đạm. Tuy nhiên, không phải vì thế mà nhân vật Haibara lại nhàm chán. Ngược lại, Haibara là một trong những nhân vật được yêu thích nhất của cả bộ truyện. Với vẻ ngoài lạnh lùng, nhưng sâu bên trong con người cô là một trái tim nhân ái, biết lo lắng cho tất cả những người xung quanh. Bằng chứng là Haibara luôn day dứt về thân phận của mình sẽ làm liên lụy đến nhóm bạn thám tử nhí lớp 1B và cả Tiến sĩ Agasa. Cô bị ám ảnh bởi tổ chức áo đen, và sẵn sàng hi sinh thân mình để có thể giữ an toàn cho những người xung quanh.
Khi vừa mới thoát khỏi sự giám sát của tổ chức, Haibara tỏ ra đầy hoài nghi và luôn luôn xa lánh mọi người. Nhưng với sự chân thành của đội thám tử nhí, Conan và cả Tiến sĩ Agasa, Haibara dần dần hòa đồng với mọi người hơn và biết chấp nhận cuộc sống trong hình hài của một đứa trẻ. Haibara xem Conan và đội thám tử nhí là những người bạn đầu tiên của mình. Đó là lý do cô nàng rất kiệm lời vì sợ tiết lộ bí mật về thân thế sẽ dẫn đến sự nguy hiểm của họ.
Haibara là một cô bé tốt bụng và rất quan tâm đến người khác. Cô còn là một người yêu động vật, chúng ta đã không ít lần chứng kiến Haibara tỏ ra sự thích thú của mình với những chú chó hoặc mèo xuất hiện trong truyện. Haibara có một kiến thức sâu rộng không chỉ về khoa học mà còn về xã hội như Lịch sử và Văn học. Nhờ vào điều này mà đội thám tử lớp 1B, đặc biệt là Mitsuhiko tỏ ra rất thần tượng cô bé.
Ít ai biết được rằng Haibara cũng là một tín đồ thời trang. Cô thường hay sử dụng những loại phụ kiện của những nhãn hàng như Fusae và Prada. Trong một lần Conan yêu cầu giả vờ đau bụng để giúp cậu phá án, cô đã nói rằng mình sẽ hợp tác chỉ khi nào có được một chiếc túi của hãng Fusae Brand. Ngoài ra, cô cũng được nhìn thấy với một chiếc ốp lưng điện thoại của hãng Prada trong vụ Mystery Train. Thậm chí, nhóm thám tử nhí còn có lần nghi ngờ Haibara là một người mẫu nhí ở Mỹ vì kiến thức sâu rộng về thời trang của cô.
Tuy lạnh lùng ít nói, nhưng Haibara cũng có những thần tượng riêng của mình. Một trong số đó chính là chàng cầu thủ hào hoa của đội bóng Big Osaka - Ryusuke Higo. Nhưng việc này đã dẫn đến một "vụ án" thú vị mà cô đã hợp tác cùng với bác thám tử râu kẽm Mouri để theo dõi Yoko và Higo khi có tin đồn rằng 2 người đang hẹn hò với nhau. Sau đó, Haibara đã tỏ ra thất vọng và quyết định xóa hết những bài hát của Yoko trong bộ sưu tập của mình.
Ngoài ra, Haibara cũng quan tâm đến Kabuki, và thần tượng của cô trong lĩnh vực này chính là Ichikawa Ebizo. Có lần cô đã tự giới thiệu với Ebizo rằng mình là một trong những thành viên của đội thám tử nhí với vẻ mặt tỏ ra rất dễ thương. Đội thám tử nhí tỏ ra rất ngạc nhiên vì ít khi họ thấy Haibara đáng yêu đến như vậy.

## Tên gốc
Haibara Ai là viết tắt của Cordelia Gray (chữ 灰 (khôi) trong tên cô mang màu "xám") và V.I. Warshawski ("Ai" phiên âm cho chữ "I" trong tiếng Anh). Mặc dù tiến sĩ Agasa khuyên cô dùng kanji (Hán tự) là chữ 愛 ("ái" nghĩa là "yêu") thay cho "Ai", nhưng cô lại quyết định chọn chữ 哀 ("ai" trong "bi ai", nghĩa là "buồn"). Trong một cuộc phỏng vấn, tác giả Gosho Aoyama khẳng định tên Ai được lấy từ nhân vật nữ diễn viên Irene Adler trong tiểu thuyết Sherlock Holmes.

## Mối quan hệ

### Miyano Akemi
Là chị gái của Shiho, là một thành viên cấp thấp của Tổ chức Áo đen. Akemi vô cùng yêu quý và chăm lo cho em gái mình, cô có thể làm tất cả vì Shiho. Cô chấp nhận thực hiện vụ cướp, cũng là vì muốn đưa Shiho thoát khỏi tổ chức áo đen, đến nỗi phải trả giá bằng mạng sống. Ngược lại,  Shiho cũng vô cùng yêu quý người chị của mình. 
Có nhiều chi tiết trong bộ truyện ám chỉ việc Shiho tuân theo mệnh lệnh của Tổ chức, một phần là để có tài trợ cho dự án nghiên cứu và phần nhiều là để có đủ uy tín để giữ gìn an toàn cho chị mình. Shiho đình chỉ việc nghiên cứu để chống đối việc Tổ chức thủ tiêu Akemi, thậm chí còn tự sát bất thành. Cái chết của người chị đã tác động rất lớn đến tâm lí của Shiho, khiến không lâu sau khi gặp Shinichi, cô đã gào lên trong đau đớn với cậu ta, "Vì sao cậu không cứu lấy chị ấy?" Một phần trong lòng Shiho thật sự muốn tin rằng lẽ ra đã có thể cứu sống được Akemi bằng một cách nào đó, và sau khi chứng kiến năng lực thám tử của Shinichi, cô đã quyết định rằng trí tuệ phi thường đó lẽ ra đã có thể làm được điều đó. Trên thực tế, điều này có liên quan đến nỗi ám ảnh và hối hận trong Shiho – cô cảm thấy rằng Shinichi không thể làm được gì để cứu Akemi bởi vì cậu ta bị teo nhỏ thành một cậu bé tiểu học, mà hoàn cảnh bị hạn chế của cậu ta hiện nay lại chính là do loại độc dược mà cô chế tạo ra, Shiho nghĩ rằng chính vì lỗi của mình mà Shinichi không cứu được Akemi, đồng nghĩa với việc Akemi phải chết là do lỗi của cô. Điều này có thể giải thích được vì sao Shiho lại tìm đến nhà Shinichi khi chính cô bị teo nhỏ - một phần là vì cô không còn nơi nào khác để đi, còn lại là vì cô cần tìm một ai đó để đổ lỗi cho cái chết của Akemi, có thể là do từ nhỏ đã bị Tổ chức nhồi nhét tư tưởng phục tùng trong sợ hãi, nên Shiho không dám có ý nghĩ buộc tội Tổ chức. Cho nên cô phải buộc tội Shinichi "Là một thám tử giỏi giang như thế, nhưng cậu lại không biết được chuyện gì đang xảy ra với chị tôi!" nhưng đương nhiên là Shiho vẫn tự trách mình là chính.

### Miyano Elena
Mẹ của Akemi và Shiho. Bà là người gốc Anh. Khi làm trong "Tổ chức" người ta gọi bà là "Hell Angel" tức là thiên thần rơi xuống địa ngục. Lý do bà được gọi như thế vì bà luôn trầm lặng, ít nói. Tuy nhiên bà rất yêu thương 2 đứa con gái của mình. Vì biết mình sẽ chết khi ở trong tổ chức nên bà đã ghi âm một đoạn băng chúc mừng sinh nhật cho đứa con gái út của mình là Miyano Shiho.

### Miyano Atsushi
Bố của Akemi và Shiho. Ông được mệnh danh là một tiến sĩ khoa học tâm thần, được tổ chức áo đen tài trợ để chế tạo ra một loại thuốc trường sinh bất tử nhưng chưa kịp hoàn thiện thì ông chết vì một tai nạn bất ngờ. Theo như nhận xét của tiến sĩ Agasa thì ông là người dễ gần và thích những phát minh của tiến sĩ .

### Agasa Hiroshi
Là người đã cứu mạng Haibara khi phát hiện ra cô nằm gục trước cửa nhà Kudo Shinichi và ông biết thân phận thực của cô. Ông rất yêu quý và quan tâm đến cô bé. Là một đứa trẻ mồ côi và có lẽ chưa từng hưởng quan tâm chăm sóc của bậc ông bà lớn tuổi cho nên chắc hẳn Agasa là hình tượng người ông mà Haibara trân trọng. Lòng tốt vô điều kiện của tiến sĩ khiến Haibara rất xúc động, ông đã cho cô một mái ấm gia đình, một nơi an toàn để trú ngụ mà Tổ chức không đem lại cho cô. Agasa luôn để cho Haibara tự suy tính và quyết định mọi việc và mỗi lần đến hội nghị khoa học, ông luôn đưa cô theo cùng bởi có lẽ ông không coi Haibara chỉ đơn thuần là 1 đứa trẻ mà là một nhà khoa học. Haibara cũng rất yêu thương ông tiến sĩ, luôn quan tâm đến chế độ ăn uống và sức khỏe của ông.

### Edogawa Conan/Kudo Shinichi
Là người thứ 2 biết thân phận thật sự của cô sau Tiến sĩ Agasa và cũng là một trong những nạn nhân của APTX 4869, đang học chung lớp 1B. Hiện tại cậu đang giúp Haibara chế tạo thuốc giải APTX 4869.
Tình cảm của Haibara dành cho Conan không thuộc dạng "yêu từ cái nhìn đầu tiên". Mặc dù phải thừa nhận là Haibara đặc biệt kính nể trí tuệ hơn người của Conan, nhưng trong lòng cô vẫn luôn trách cậu vì không thể cứu được Akemi. Sau đó Conan đã đón nhận Haibara như một người bạn và luôn bảo vệ Haibara khiến cô rất cảm động, và buột miệng nói những lời đầy ẩn ý như ở sân vận động khi cô ngạc nhiên rằng mình cũng xứng đáng có được hạnh phúc. Giống như bao con người bình thường khác, Haibara cũng mong muốn có một người nào đó ở bên cạnh quan tâm chăm sóc yêu thương mình, một kiểu quan hệ đầy tình thân mà trước kia cô chỉ gặp ở người chị Akemi, hiếm có của Conan khá nhiều, phần nhiều là vì cảm phục tấm lòng nhân hậu và tính tình ngay thẳng trung thực của Shinichi mà cô chưa từng gặp ở ai khác trước đó. Hình tượng của Conan quá mới lạ và bất ngờ đối với cuộc sống của Haibara.
Về cơ bản mà nói thì tất cả những việc Conan làm và thái độ cậu thể hiện ra với Haibara đều là những thứ cô chưa từng gặp trong cuộc sống trước đó, Conan đã vô tình lấp đầy hố sâu thiếu thốn tình cảm cả về thể chất lẫn tinh thần của Haibara mà không biết. Cậu cũng không bao giờ biết mình có ý nghĩa như thế nào đối với Haibara. Cô luôn miệng nói cậu như một con chuột bạch thí nghiệm, nhưng đó chỉ là một cái cớ vụng về mà thôi. Cái đáng quý ở con người Haibara là mặc dù biết rõ một khi tìm ra được thuốc giải cho APTX 4869, cậu sẽ quay trở lại thành Shinichi và Conan đồng thời biến mất, tóm lại Haibara biết sẽ mất Conan nhưng vẫn cứ tiếp tục nghiên cứu, bởi vì phần lí trí tỉnh táo trong cô nói rằng Shinichi  sẽ bất hạnh cả đời nếu ở trong cái vỏ Edogawa Conan.
Haibara có lẽ không ý thức được rằng cô thích Conan ở nhiều điểm đến thế: lòng tốt, tính trung thực, công bằng và "hội chứng tử vì những người thân yêu". Haibara là người biết điều khiển cảm xúc của mình, và có thể bộc lộ nó theo cách mà cô muốn, giống như cái lần òa khóc níu áo của Conan vậy. Khi mới đầu "thích thích" Conan, Haibara cố tình tránh mặt Ran bất cứ lúc nào có thể và cũng không để tâm đến những gì Ran nói, rõ ràng là thái độ ganh tị giữa phụ nữ với nhau mà. Có thể cô nghĩ: "Vì sao mình lại cư xử như thế này? Tại sao mình phải lạnh nhạt với cô gái đó? Mình không muốn nghĩ về điều đó nữa …" điều này có nghĩa là Haibara biết thừa lí do tại sao cô né tránh Ran nhưng lại không muốn đối diện với sự thật mặc dù biết rõ mười mươi nó hình dạng tròn méo ra sao.
Cũng trong cảnh ở bãi biển, Haibara đã tự chất vấn mình và ráng tìm cách đối phó với hờn ghen của bản thân. Trên thực tế, cô đã thể hiện khá rõ ngay từ cái lần đầu tiên cho Conan viên thuốc giải tạm thời, khi cậu đột ngột thắc mắc: "Vì sao cậu giúp đỡ tớ nhiều quá vậy?"  Haibara đã giật mình và đỏ mặt. Nhưng ngay sau đó bật lại một câu trả lời như máy tự động. Nếu như đã đáp lại nhanh như thế thì cũng có nghĩa là cô đã có sẵn một câu trả lời từ trước đó rồi, nói cách khác, cô đã nhiều lần nghĩ đến câu hỏi tương tự. Tình cảm của Haibara đối với Conan khá mạnh mẽ đủ để bám theo cậu mặc dù biết con đường đó sẽ dẫn cô đến màn đối mặt với Vermouth. Sẽ đến lúc Haibara cũng phải thừa nhận rằng cô quan tâm tới Conan nhiều hơn là cô tưởng.

### Gin
Gin và Shiho không phải quan hệ tình cảm nam nữ. Trong cuốn Conan Drill (2003), 1 trong 4 mối quan hệ của Gin và Sherry là “quan hệ tình yêu?”. Người biên soạn đặt dấu “?” là để đánh đố độc giả. Haibara căm ghét và ám ảnh Gin.Chap 238, lúc hoảng hốt tỉnh dậy từ cơn ác mộng, Haibara thầm nghĩ trong đầu: “giấc mơ đáng ghét”. Cả ngày hôm sau, Haibara bị ám ảnh Gin cực nặng, lời hắn nói cứ văng vẳng trong đầu cô, khi có người đụng vào Haibara thì cô ấy hét lên “đừng đụng vào tôi”.Chap 239, Gin nói: “kẻ phản bội đâu thể xóa hết mùi”. Câu này nếu hiểu theo ý đàng hoàng thì ý Gin là “Sherry đâu thể xóa hết dấu vết” còn nếu hiểu theo ý tiêu cực thì Gin đang so sánh Sherry với thú vật, vì thú vật thường để lại mùi cơ thể ở nơi nó từng đi qua.Trong bản gốc Conan Drill, cụm từ diễn tả quan hệ của Gin đối với Shiho là “異常な執着” (Ijōna shūchaku). Bản tiếng Anh dịch là “abnormal attachment" (mối gắn kết bất thường).Nhưng vì “ijōna shūchaku” thiên về nghĩa tiêu cực nên không thể hiểu cụm từ đó theo nghĩa “luyến ái”, mà phải là “bận tâm, ám ảnh”. Sau khi Sherry trốn thoát khỏi tổ chức Áo Đen, Gin luôn luôn muốn bắt và giết cô, trong khi Sherry thì luôn lẩn trốn. Có một bản sơ đồ về mối quan hệ giữa một số thành viên trong tổ chức Áo Đen theo đó tình cảm Gin dành cho Sherry được viết là "abnormal attachment" có nghĩa là "quyến luyến bất thường" còn Sherry dành cho Gin là "Hatred" dịch ra là hận thù. Như vậy giữa họ có mối quan hệ hai chiều Gin thì là yêu Sherry và ngược lại Sherry coi Gin là kẻ thù giết chị gái mình. Gin dường như biết rõ Shiho là cực kì bất thường. Chắc chắn Gin và Sherry còn có mối quan hệ khác ngoài quan hệ mang tính chất công việc. Có thể giải thích cho việc họ hiểu nhau rõ đến vậy là vì cả 2 có nhiều thời gian bên nhau. Một chi tiết cho thấy Gin rất hiểu Sherry là hắn ta có thể phát hiện ra sự hiện diện của Sherry chỉ với một sợi tóc.Giữa họ có mối quan hệ hai chiều (theo như chú giải thì đây biểu thị cho Love Relationship – mối quan hệ yêu đương), ghi là Love Affair (sự luyến ái/mối quan hệ yêu đương).Sherry (Miyano Shiho) chạm trán Gin trên sân thượng khách sạn Haido (tập 24) cách Gin miêu tả cuộc chạm trán giữa anh ta và Sherry là “cuộc hội ngộ”, cách anh ta nhớ lại cô với hình ảnh trần truồng (cách điệu), và lúc Haibara hét lên “Đừng động vào tôi!” khi Ayumi chạm vào cánh tay của cô, đánh thức cô khỏi giấc mơ nọ. Hơn nữa, khi Gin và Shiho gặp nhau trên sân thượng của của khách sạn Haido, còn có một vài câu nói khác cũng gợi ý về mối quan hệ giữa họ. Gin cố tình tránh không giết chết Shiho ngay trong ống khói, mà lại đứng chờ cô ấy trên sân thượng đầy tuyết, bởi vì theo cách Gin nói thì giết Shiho ở đó “đẹp hơn”, có tính thẩm mĩ hơn. Shiho thậm chí còn cay đắng đùa lại bằng cách cảm ơn Gin vì đã “đợi tôi dưới trời tuyết lạnh”; Shiho dường như cố tình so sánh với cảnh tượng quen thuộc đối với những cặp tình nhân thông thường chờ đợi nhau trong điều kiện thời tiết xấu. Gin cũng bình luận về Shiho trong lốt cải trang, về bộ đồng phục và cặp kính “không phù hợp” với cô, điều này ám chỉ Gin nghĩ rằng sẽ có những trang phục khác có thể hợp hơn với Shiho. Mối quan hệ của Gin và Sherry có thể là tình yêu hoặc có thể là hận thù 

### Vermouth
Vermouth và Shiho có thể là tình địch (vì Vermouth và Gin có mối quan hệ về thể xác). Thái độ căm ghét của Vermouth dành cho Shiho có thể đến từ “tình cảm không được đáp lại” của Vermouth, Vermouth đã từng nói Sherry không nên tồn tại ở trên đời.

### Mori Ran
Shiho và Akemi vừa là chị em vừa là bạn thân, Akemi luôn có xu hướng giấu diếm cảm xúc thật của mình để bảo vệ Shiho. Bởi vì Ran cũng thường xuyên làm như vậy, cho nên cô đã chuyển tình cảm trìu mến đó sang cho Ran, cũng là chuyện dễ hiểu, chưa kể thì về hình dáng bên ngoài mà nói thì Akemi và Ran cũng có điểm giống nhau. Akemi mất đi bỏ lại Shiho một mình cô độc trên đời – cô không còn ai khác trong quá khứ, ngoại trừ 2 người: Vermouth và Gin. Haibara cũng thân thiện hơn và bám lấy Ran như một người thay thế cho Akemi. Cô có muốn cũng không ngăn lại được lòng ganh tị của mình với Ran. Sự ghen tị này là thứ mà cô luôn cố gắng giấu kín, ở bãi biển, cô không chịu đi vào chỗ râm mát để ngồi nghỉ nên mới bị say nắng, giải thích rằng "không muốn chạy trốn" nhưng trong lòng Haibara đang rất bối rối vì phải đấu tranh giữa hờn ghen và tình yêu thương đối với Ran, Haibara đã nợ Ran khi được cứu khỏi móng vuốt của Vermouth, từ lần đó trở đi hình ảnh người chị trong lòng Shiho luôn thường trực cả Akemi và Ran. Có lẽ Haibara quan tâm đến sự an nguy của Ran ngang ngửa với Shinichi. Có nhiều chi tiết ẩn ý cho rằng Haibara khăng khăng không muốn Conan nói cho Ran biết sự thật không phải vì cô ganh tị và muốn giữ Conan ở lại bên mình mà Haibara bị nỗi sợ mất đi một người chị thứ hai ám ảnh, Haibara sợ Ran sẽ bị giết như chị mình.

## Danh sách những nạn nhân do APTX 4869 gây ra
Sherry thừa hưởng danh sách này từ những nghiên cứu trước đó trong tổ chức, tuy nhiên có những nạn nhân trước đó bị sát hại bằng loại thuốc tiền thân của APTX 4869. Danh sách này tồn tại trong ít nhất 17 năm, như được biết thì gồm có:
- Kudo Shinichi - Tử vong (Sherry sửa lại thành Tử vong để tiếp tục nghiên cứu Shinichi, tránh Tổ chức tiếp tục săn lùng cậu ta).
- Toyota Minoru - Tử vong
- Haneda Kohji - Tử vong (sát hại cách đây 17 năm, kì thủ Shogi nổi tiếng. Kẻ giết người được nghi là Rum (Wakita) hoặc là Carasuma (Renya Karasuma).
- Nomoto Nasagi - Tử vong
- Hidenari Tarui  - Tử vong
- Yoshie Shinoka - Tử vong
- Muneo Matsuzaka - Tử vong
- Takeishi Yoshio - Tử vong
- Masaharu Nomoto - Tử vong
- Atsumi Goto - Tử vong
- Takaya Uezono - Tử vong

## Tên trong các ngôn ngữ

### Haibara Ai
- Họ trước tên sau

| Quốc gia   | Họ           | Tên          |
| ---------- | ------------ | ------------ |
| Nhật Bản   | 灰原Haibara  | 哀Ai         |
| Việt Nam   | Haibara      | Ai           |
| Trung Quốc | 灰原 Huīyuán | 哀 Aī        |
| Triều Tiên | 홍 Hong      | 장미 Jang Mi |

- Tên trước họ sau

| Quốc gia    | Tên      | Họ               |
| ----------- | -------- | ---------------- |
| Hoa Kỳ      | Anita/Vi | Hailey/Graythorn |
| Catalonia   | Ai       | Haibara          |
| Pháp        | Ai       | Haibara          |
| Ý           | Ai       | Haibara          |
| Philippines | Ai       | Haibara          |
| Tây Ban Nha | Ai       | Haibara          |
| Đức         | Ai       | Haibara          |
| Malaysia    | Ai       | Haibara          |
| Indonesia   | Ai       | Haibara          |
| Ả Rập Xê Út | اي       | هايبرا           |
| Thái Lan    | ไอ       | ไฮบาระ           |
| Phần Lan    | Ai       | Haibara          |
| Nga         | Ай       | Хайбара          |

### Miyano Shiho
- Họ trước tên sau

| Quốc gia   | Họ         | Tên         |
| ---------- | ---------- | ----------- |
| Nhật Bản   | 宮野Miyano | 志保 Shiho  |
| Việt Nam   | Miyano     | Shiho       |
| Trung Quốc | 宫野Gōngyě | 志保 Zhìbǎo |
| Triều Tiên | 안 Ahn     | 시호 Shi Ho |

- Tên trước họ sau

| Quốc gia    | Tên   | Họ     |
| ----------- | ----- | ------ |
| Hoa Kỳ      | Shiho | Miyano |
| Catalonia   | Shiho | Miyano |
| Pháp        | Shiho | Miyano |
| Ý           | Shiho | Miyano |
| Philippines | Shiho | Miyano |
| Tây Ban Nha | Shiho | Miyano |
| Đức         | Shiho | Miyano |
| Malaysia    | Shiho | Miyano |
| Indonesia   | Shiho | Miyano |
| Ả Rập Xê Út | شيهو  | ميانو  |
| Thái Lan    | ชิโฮ   | มิยาโนะ |
| Phần Lan    | Shiho | Miyano |
| Nga         | Сихо  | Мияно  |

### Sherry
| Quốc gia    | Tên           |
| ----------- | ------------- |
| Nhật Bản    | シェリーSheri |
| Hoa Kỳ      | Sherry        |
| Catalonia   | Sherry        |
| Pháp        | Sherry        |
| Ý           | Sherry        |
| Philippines | Sherry        |
| Tây Ban Nha | Sherry        |
| Đức         | Sherry        |
| Malaysia    | Sherry        |
| Indonesia   | Sherry        |
| Việt Nam    | Sherry        |
| Ả Rập Xê Út | Sherryشيري    |
| Trung Quốc  | 雪莉Xuě lì    |
| Thái Lan    | เชอรี่          |
| Phần Lan    | Sherry        |
| Nga         | Шерри         |